# Mogress
Mogress (en àrab مڭرس, Mugris; en amazic ⵎⵯⴳⵔⵙ) és una comuna rural de la província d'El Jadida, a la regió de Casablanca-Settat, al Marroc. Segons el cens de 2014 tenia una població total de 15.705 persones.